# Willi Herold
Willy Paul Herold également connu sous le nom de « bourreau d'Emsland », né le 11 septembre 1925 à Lunzenau et mort guillotiné le 14 novembre 1946 à Wolfenbüttel est un criminel de guerre allemand. Son histoire a inspiré le film The Captain. 

## Biographie

### Deuxième Guerre mondiale
Le 30 septembre 1943, Herold est appelé au service militaire. Après une formation de base avec un régiment de parachutistes à Tangermünde, il est envoyé en Italie et combat à la bataille d'Anzio et à la bataille de Monte Cassino, où il est promu au grade de caporal et récompensé pour la destruction de deux chars britanniques sur la plage de Salerne.
En mars 1945, l'unité de Herold est transférée en Allemagne. Dans le chaos de l'armée allemande en retraite, Herold déserte son unité au début d'avril 1945. Il trouve une voiture abandonnée contenant les bagages d'un capitaine de la Luftwaffe près de Gronau ; Herold revêt cet uniforme et fait semblant d'être l'officier, rassemblant autour de lui un certain nombre de soldats également perdus.
Le 11 avril 1945, le groupe de Herold arrive dans un camp de déserteurs de l'armée allemande prisonniers, Herold déclare aux autorités allemandes du camp qu'il agit sous les ordres directs d'Adolf Hitler et prend le commandement du camp. Herold et ses hommes commencent alors à assassiner des détenus coupables de toute transgression, comme un groupe qui a récemment tenté de s'échapper. Au cours des huit jours suivants, Herold tue plus de 100 détenus du camp.
À la suite d'un raid aérien sur le camp, la plupart des détenus survivants réussissent à s'échapper. Le groupe de Herold quitte le camp et commet plusieurs autres crimes de guerre ; ils pendent un agriculteur de Leer qui avait hissé le drapeau blanc et tuent cinq Néerlandais pour espionnage présumé.
Se retirant devant les Alliés en progression, le groupe de Herold arrive à Aurich où il est arrêté par le commandant allemand local. Herold avoue ses crimes et est transféré à Norden pour y être jugé par la Kriegsmarine. Dans le chaos des derniers jours de la guerre, Herold est libéré par erreur.

### Arrestation, procès et exécution
Herold se dirige vers Wilhelmshaven et reprend son ancien métier de ramoneur.
Le 23 mai 1945, il est arrêté par la Royal Navy pour vol d'une miche de pain. À la suite d'une enquête et d'un interrogatoire de témoins, Herold est identifié comme un criminel de guerre recherché. Le 1er février 1946, Herold et ses hommes sont contraints par les forces d'occupation britanniques de déterrer les restes des détenus tués au camp d'Aschendorfermoor.
Un total de 195 corps ont été exhumés. En août 1946, Herold et douze autres personnes sont jugés à Oldenbourg par les Britanniques (sous la surveillance du colonel H. Brown). Ils sont tenus responsables du meurtre de 125 personnes. Le 29 août 1946, Herold et six autres co-accusés (Karl Hagewald, Bernhard Meyer, Karl Schütte, Josef Euler, Hermann Brandt et Otto Paeller) sont condamnés à mort ; cinq autres hommes sont acquittés. Le 14 novembre 1946, Herold et cinq autres accusés sont guillotinés par Friedrich Hehr (de) dans la prison de Wolfenbüttel.

## Filmographie
- 2017 - The Captain : L'Usurpateur, un film de Robert Schwentke